# Rhipidomys cariri baturiteensis
Rhipidomys cariri baturiteensis is een ondersoort van het knaagdier Rhipidomys cariri die voorkomt in de regio Baturité in de Braziliaanse staat Ceará, zo'n 330 km van de andere ondersoort, R. c. cariri.
Deze ondersoort heeft vrij korte haren op de staart en het penseel aan de staart is kort. De kiezen zijn lang en breed. Vaak is de vacht wat roodbruiner dan bij R. c. cariri.